# Раяйоки (приток Иляйоки)
Раяйоки — река в России, протекает по территории Суоярвского района Карелии. Устье реки находится в 2 км по правому берегу реки Иляйоки, впадающей в озеро Салмиярви, которое протоками сообщается с озером Чудоярви, откуда берёт начало река Тарасйоки — приток Шуи. Длина реки — 18 км.

## Данные водного реестра
По данным государственного водного реестра России относится к Балтийскому бассейновому округу, водохозяйственный участок реки — Шуя, речной подбассейн реки — Свирь (включая реки бассейна Онежского озера). Относится к речному бассейну реки Нева (включая бассейны рек Онежского и Ладожского озера).
Код объекта в государственном водном реестре — 01040100112102000014202.